# Conrad Hinrich Donner (Bankier, 1844)

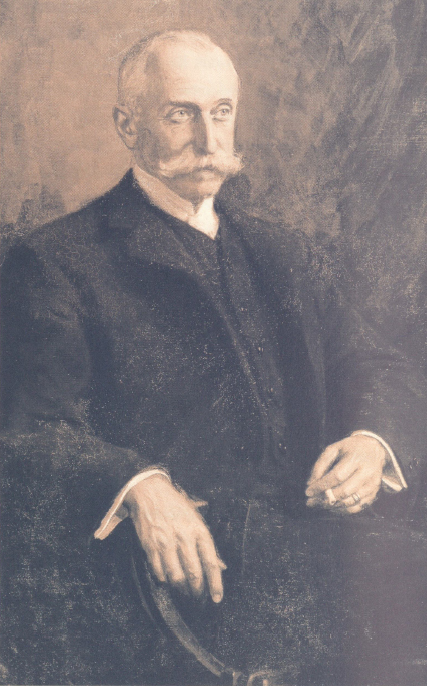
Conrad Hinrich Donner

Conrad Hinrich Donner, ab 1873: von, ab 1902: Freiherr von, (* 21. August 1844 in Altona-Neumühlen; † 3. März 1911 in Rom, begraben in Rethwisch bei Preetz) war ein deutscher Kaufmann und Bankier.

## Leben und Wirken
Conrad Hinrich Donner war ein Sohn des Kaufmanns und Bankiers Bernhard Donner und dessen Ehefrau Helene, geborene Schröder. Er erhielt eine kaufmännische Ausbildung bei J. Henry Schröder & Co. in London, die der Großvater mütterlicherseits gegründet hatte. Als sein Vater starb, übernahm die Mutter in Gütergemeinschaft mit den Kindern gemäß Verfügungen des Testaments die Leitung des Handelshauses Conrad Hinrich Donner. Mit dem Erreichen der Volljährigkeit übernahm Conrad Hinrich Donner als 25-Jähriger zum 1. Januar 1870 die Geschäftsführung.
Aufgrund der Auflösung des dänischen Gesamtstaates und der Gründung des Deutschen Reiches ließ die Bedeutung Altonas für Handels- und Bankhäuser nach. Donner liquidierte daher 1872 den dortigen Standort und eröffnete als Alleininhaber ein neues Unternehmen in Hamburg. Da der Unternehmer nahezu keine Aktien von schnell gegründeten Aktiengesellschaften besaß, hatte er keine Probleme mit dem Gründerkrach und dessen Folgen. 1870 war Donner Mitgründer der Commerzbank.
Die Geschäfte von Donners Unternehmen verliefen anfangs wie zuvor. 1881 nahm er seinen Bruder Richard Henry, den er laut Testament hätte ausbezahlen müssen, als Teilhaber auf. Um 1890 änderte sich die Geschäftstätigkeit. Da Dampfschiffe zunehmend Segelschiffe ersetzten, stellte Donner 1892 die unrentable Kaufmannsreederei ein. Stattdessen beteiligte er sich am Ölimport, der in Hamburg und Stettin durch die Deutsch-Amerikanische Petroleum Gesellschaft organisiert wurde. Vor allem intensivierte er das allgemeine Bank- und Finanzierungsgeschäft, insbesondere im Handel mit Übersee. Außerdem erwarb er Aktien neuer Industriezweige. 1894 gründete er die Hamburgischen Electricitäts-Werke mit, hielt ein größeres Aktienpaket und gehörte deren Aufsichtsrat an. Donner trat den Ein- und Ausfuhrhandel an seinen Bruder ab und gliederte ab 1905 die Warengeschäfte mit Baumwolle, Kaffee, Zucker, Häuten und Getreide schrittweise aus. Sein Effekten- und Finanzierungsgeschäft war häufig auf Handel und Schifffahrt bezogen, ferner ging er Konsortialbeteiligungen ein.
Im Jahr 1900 bezeichnete ihn der Weltspiegel, eine Beilage des Berliner Tageblattes als einen der 20 reichsten Männern der Welt. Bei seinem Tod hinterließ er ein reines Bankhaus.

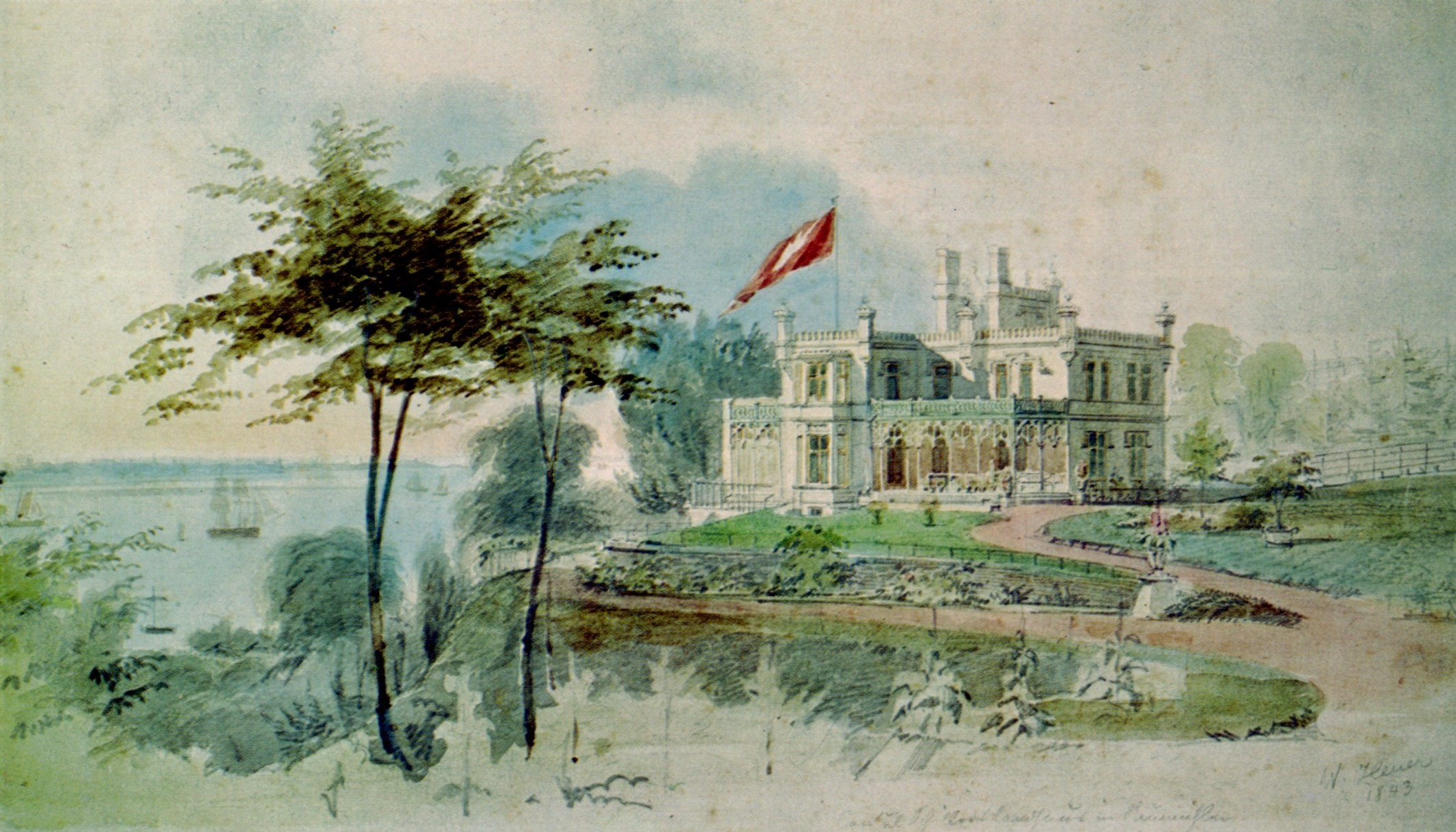
Schillerburg, heute Elbchaussee 185b, Sommerwohnsitz von Conrad Hinrich Donner

Donner pflegte, wie sein Vater, einen repräsentativen Lebensstil. Als Sommerwohnsitz erwarb er 1872 in Neumühlen die „Schillerburg“, die sich nahe dem „Donnerschloss“ befand. Er richtete jedes Jahr große Jagden aus und kaufte hierfür 1878 das Waldgut Wilmhelmsruh bei Soest. Er wählte hierfür den Namen „Conradsruh“ und vergrößerte es durch Ankäufe angrenzender Bauernländereien. Er hatte das Gut Bredeneek geerbt, auf dem seit 1838 ein klassizistisches Gebäude stand. Dieses bezog er in den Neubau eines pompösen Herrenhauses mit 100 Zimmern ein, der von 1898 bis 1902 entstand.
1902 entschied Donner, Bredeneek und Rethwisch zum Fideikommiss erklären zu lassen. Bockhorn hatte er bereits zuvor an seinen Bruder Bernhard abgegeben. Mit dem Fideikommiss war die Verleihung des Freiherrentitels verbunden. 1905 kaufte Donner die Meierhöfe Hohenhütten und Christiansruh und das an Bredeneek angrenzende Gut Lehmkuhlen mit Trenthorst und Marienwarder. Er nahm sich der Landwirtschaft an, die nun nach modernen Richtlinien erfolgte.
Nach dem Tod seiner Mutter ließ Donner die Werke Thorvaldsens, die seinem Großvater gehört hatten, nach Bredeneek bringen. Hinzu kamen ein Gemäldezyklus August von Krelings,  Porträts seiner Eltern (gemalt von Wilhelm von Kaulbach) und weitere wichtige Stücke aus dem Neumühlener „Donnerschloss“ nach Bredeneek bringen. Wie zuvor die „Schillerburg“ verkaufte er danach das Anwesen in Neumühlen.
Dem Vorbild seines Großvaters folgend zeigte sich Donner als Wohltäter. Als einer der ersten Unternehmer meldete er die Angestellten seines Kontors freiwillig bei der Krankenkasse und zahlte deren Beiträge selbst. 1906 gründete er für Angestellte und Hinterbliebene eine Versorgungskasse, die in modernisierter Form heute noch existiert. Das Bankhaus hielt hierfür drei Prozent der der Gehälter ein und gab weitere sieben Prozent hinzu.
Donner ließ im Cuxhavener Stadtteil Döse ein Erholungsheim für bedürftige Kinder errichten, für dessen Finanzierung eine Stiftung aufkam. Dieses schenkte er dem Altonaer Kinderkrankenhaus. Den Bürgern von Othmarschen stiftete er 1900 zusammen mit seiner Frau und seiner Mutter die Christuskirche und entlohnte deren Pastoren.
Im Dezember 1910 unternahm Donner eine Reise nach Rom. Hier starb er einige Monate später schwer erkrankt.

## Familie
Am 1. Februar 1873 heiratete Donner auf Schloss Holsteinborg bei Skælskør Bodild Mimi Gräfin von Holstein-Holsteinborg (* 5. Juni 1852 in Holsteinborg auf Seeland; † 9. Juli 1927 in Lehmkuhlen bei Preetz). Sie war eine Tochter von Ludwig Graf von Holstein-Holsteinborg (1815–1892) und Enkelin von Sophie Elisabeth Zahrtmann, die eine Tochter Conrad Hinrich Donners war.
Das Ehepaar Donner hatte einen gleichnamigen Sohn.